# McDougal
McDougal – miasto w Stanach Zjednoczonych, w stanie Arkansas, w hrabstwie Clay.